# Бивер (Люксембург)
Бивер (люкс. Biwer, фр. Biwer) — коммуна в Люксембурге, располагается в округе Гревенмахер. Коммуна Бивер является частью кантона Гревенмахер. В коммуне находится одноимённый населённый пункт.
Население составляет 1700 человек (на 2008 год), в коммуне располагаются 628 домашних хозяйств. Занимает площадь 23,08 км² (по занимаемой площади 40 место из 116 коммун). Наивысшая точка коммуны над уровнем моря составляет 332 м. (103 место из 116 коммун), наименьшая 210 м. (33 место из 116 коммун).

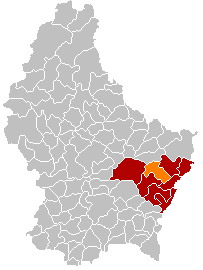
Оранжевый цвет — коммуна Бивер, красный — кантон Гревенмахер.